# Свалявська районна рада
Свалявська районна рада — районна рада Свалявського району Закарпатської області, з адміністративним центром у місті Свалява.
Свалявській районній раді підпорядковані одна міська і 13 сільських рад, до складу яких входять 29 населених пунктів: одне місто — Свалява та 28 сіл.
Кількість депутатів міської ради — 32
Кількість депутатів сільських рад — 247
Населення (станом на 2010 р.) становить 54,2 тис. осіб. З них 16,8 тис. (30,4%) — міське населення, 37,4 тис. (69,6%) — сільське.

## Керівний склад ради
- Загальний склад ради: 34 депутати
- Кількість працівників апарату ради: 11 чол.
- Голова — Ливч Мирослава Михайлівна, 1981 року народження, член партії Відроження.

## Фракції депутатів у районній раді
| Фракція         | VI скликання (2010–2015 рр.) | VI скликання (2015–2020 рр.) |
| Єдиний центр    | 14                           | 8                            |
| Партія регіонів | 10                           | 0                            |
| Батьківщина     | 4                            | 5                            |
| Відродження     | 0                            | 8                            |
| Всього          | 28                           | 21                           |